# Bohumil Dobiáš ml.
Bohumil Dobiáš mladší (15. června 1929 Nemanice – 8. června 2001 Bechyně) byl český sochař, keramik, pedagog a kurátor.

## Život
Narodil se 15. června 1929 do rodiny sochaře Bohumila Dobiáše. Rodina se záhy odstěhovala do Bechyně, kde otec získal místo učitele na keramické škole. Zde chodil do obecné školy a stal se skautem s přezdívkou Baghíra. V mládí pracoval v hrnčířské dílně bratří Štěpánků v Hrdějovicích a v bechyňské tovární výrobně keramiky Keras. Po skončení 2. světové války začal roku 1945 studovat bechyňskou Střední uměleckoprůmyslovou keramickou školu. Po jejím ukončení v roce 1948 byl přijat na Vysokou školu uměleckoprůmyslovou do ateliéru keramiky a porcelánu k profesoru Otto Eckertovi. Ročníkovými spolužáky byla např. Dagmar Hendrychová z ateliéru užitného sochařství Jaroslava Horejce a Bedřicha Stefana, Rudolf Jurnikl, studující v ateliéru modelování a užitného sochařství Karla Štipla. Po absolvování školy v roce 1953 pracoval do roku 1964 jako výtvarník v Keramických závodech v Bechyni. V letech 1964 až 1987 byl učitelem kreslení a modelování na Střední uměleckoprůmyslové škole keramické tamtéž. V letech 1967 až 1985 zastával funkci ředitele. V roce 1985 byl jmenován profesorem pro keramiku a porcelán na Vysoké škole uměleckoprůmyslové v Praze a působil zde do odchodu do důchodu v roce 1990. Žil v Bechyni a ve svém ateliéru pracoval pak až do smrti. Zemřel 8. června 2001.[zdroj?]

## Organizátor a keramik

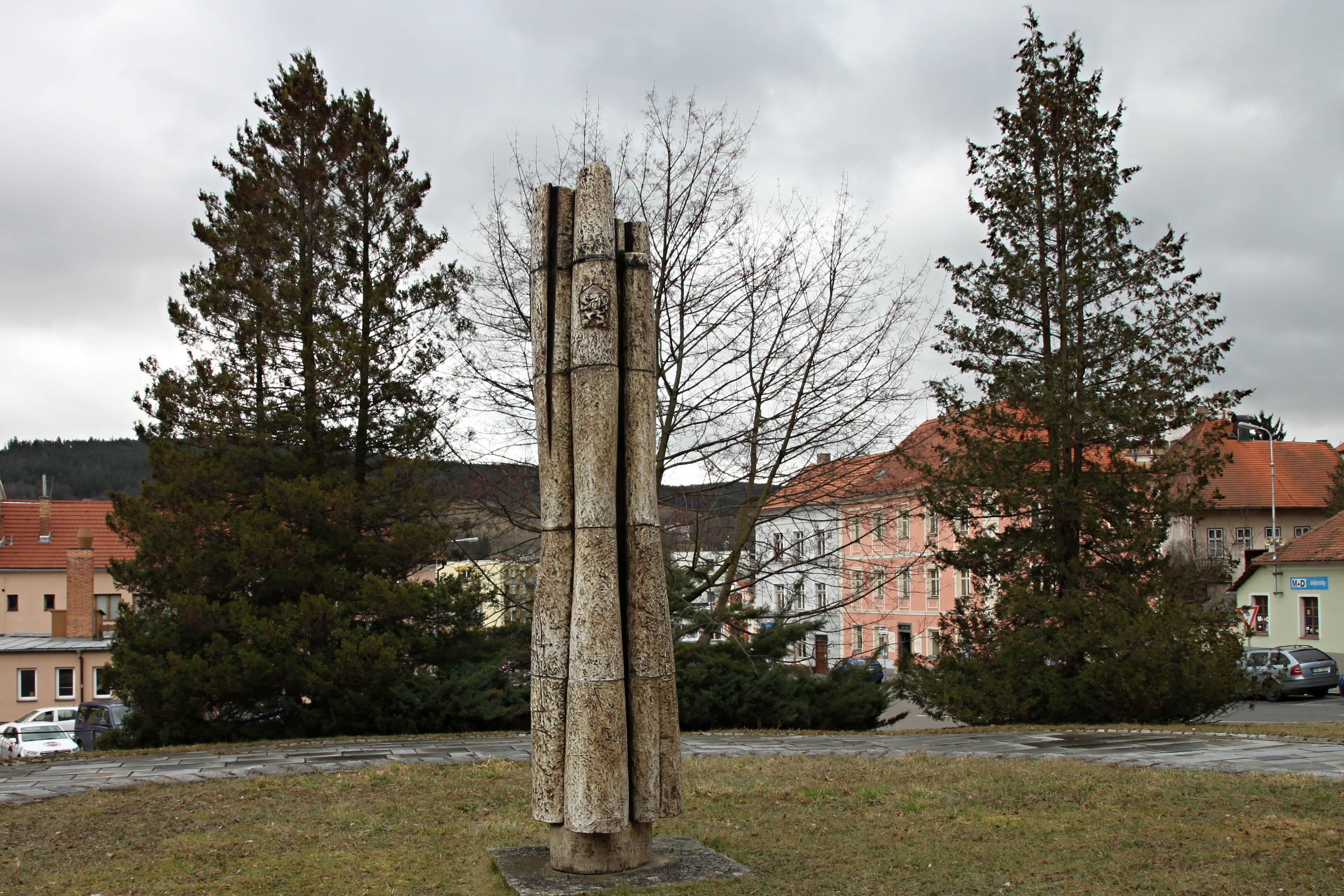
Plastika před soudem v Prachaticích

Díky svým organizačním schopnostem vytvořil v keramické škole v Bechyni odborné zázemí pro pořádání Mezinárodních sympozií keramiky. Patřil mezi zakladatele této mezinárodní odborné akce. Průběh sympozia, jako jednoho z nejdéle existujících keramických sympozií v Evropě, zajišťoval v Bechyni více než dvě desetiletí. Své práce prezentoval v prvních pěti ročnících sympozia (1966 až 1970). Charakteristickým rysem jeho umělecké práce bylo použití keramických hmot, okrajově porcelánu a zpracování základního tvaru točením a následným modelováním. Převažovala přírodní barevnost materiálu. Zajímal se o spojení architektury a keramiky, vytvářel interiérovou a exteriérovou keramiku, např. dekorativní stěny, plastiky a fontány.

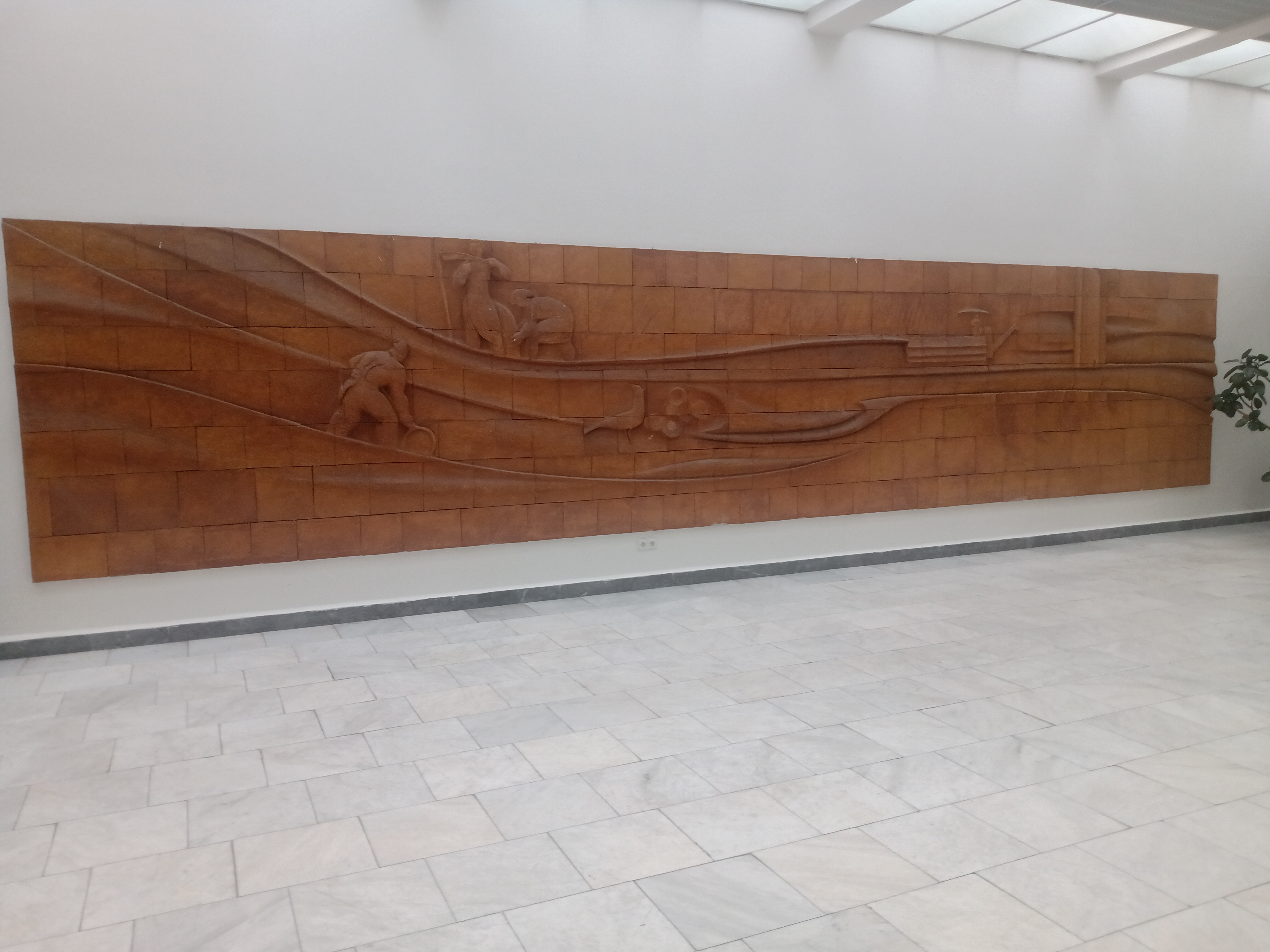
Keramický pás ve 2. patře Jihočeské vědecké knihovny v Českých Budějovicích z roku 1975

Byl členem Svazu výtvarných umělců (od roku 1957), skupiny Klub, Asociace jihočeských výtvarníků. Od roku 1970 byl řádným členem Mezinárodní keramické akademie v Ženevě (AIC).

### Ocenění
- 1962 Zlatá medaile na Mezinárodní keramické výstavě AIC v Praze v roce
- 1966 Sopoty, medaile
- 1968 Výstava keramiky ve Valauris, diplom
- 1979 Výstava ve Faenze, diplom
- 1979 Titul zasloužilý učitel
- 1980 Umělecká cena SČVU
- 1985 Zasloužilý umělec[9]

Práce Bohumila Dobiáše ml. jsou zastoupeny v Uměleckoprůmyslovém muzeu Praha, Alšově jihočeské galerii Hluboká nad Vltavou, v Muzeu umění v Olomouci, v Mezinárodním muzeu keramiky ve Faenze (Itálie), v Moravské galerii v Brně a v řadě jihočeských měst.

### Výstavy - výběrově
Pravidelně vystavoval na významných výstavách československé keramiky. Mnohokrát byly jeho práce prezentovány v zahraničí, včetně bruselského Expo 58.
Výstavy autorské
- 1966 Soběslav
- 1967 Milevsko
- 1973 Tábor
- 1974 Bechyně, České Budějovice
- 1976 Strakonice
- 1977 Tábor, Třeboň
- 1979 Praha, České Budějovice
- 1989 Bechyně
- 1999 Týn nad Vltavou
- 2013 Bechyně, Hlína věčně živá, keramická tvorba Bohumila Dobiáše st. a Bohumila Dobiáše ml.

Výstavy kolektivní
- 1955 České Budějovice: Výstava členů jihočeského krajského střediska
- 1956 České Budějovice: Výroční výstava jihočeských výtvarníků
- 1962 Praha: Mezinárodní výstava současné keramiky, Bruselský pavilon
- 1963 České Budějovice: Hlína věčně živá
- 1965 Hluboká nad Vltavou, AJG: 20 let architektury a výtvarné umění v jižních Čechách
- 1966 Bechyně: 1. mezinárodní keramické symposium
- 1969 Vídeň: (Österreichisches Museum für angewandte Kunst / Gegenwartskunst ¨, 50 Jahre der Tschechischen angewandten Kunst und Industrial Design, MAK
- 1970 Rotterdam: Objecten van glas en ceramiek uit tsjechoslowakije
- 1978 Bechyně: Současná jihočeská keramika
- 1981 Gent: Carmen Dionyse International, Centrum voor Kunst en Kultuur
- 1990 Hluboká nad Vltavou: Český jih 1990: Současné jihočeské umění 1980 –1990
- 1991 Praha: Mánes: Keramika 1991
- 1994 Praha: Výstava účastníků valného shromáždění Mezinárodní keramické akademie
- 1997,1998,1999, 2000,2001 České Budějovice: Intersalon AJG
- 2019 Tábor: 3 Dobiášové: Bohumil Dobiáš st., Bohumil Dobiáš ml., Jan Smolík[11]
- 2022 Bechyně: Sbírka Martina Zelenky
- 2023 Bechyně: Potkali se v Bechyni[12]